# محوطه زینب بیجار
محوطه زینب بیجار مربوط به اواخر هزاره دوم و اول قبل از میلاد است و در شهرستان رودبار، بخش رحمت‌آباد و بلوکات، دهستان رحمت‌آباد، روستای نصفی واقع شده و این اثر در تاریخ ۷ اسفند ۱۳۸۶ با شمارهٔ ثبت ۲۱۵۵۲ به‌عنوان یکی از آثار ملی ایران به ثبت رسیده است.